# 汉斯·B·帕塞卡
汉斯·巴斯蒂安·帕塞卡（英語：Hans Bastiaan Pacejka，1934年—2017年9月）是一名车辆动力学专家，尤其是在轮胎动力学领域，他的理论已经成为行业标准。 他是荷兰代尔夫特理工大学的名誉教授。

## 帕塞卡“魔术公式”轮胎模型

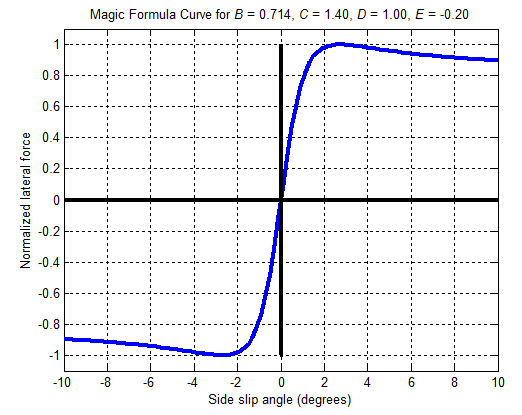
魔术公式曲线

帕塞卡在过去的20多年中提出了一系列 轮胎 模拟模型。它们被称为“魔术公式”，因为这些公式的构造并无具体的物理学依据，但却能在很大范围内准确拟合轮胎结构和操控性能的关系，像魔术一样神奇。对于每个轮胎接地面中产生的力或力矩，魔术公式使用10-20个系数进行描述，形成对实验数据的精确拟合，特别是对横向力，纵向力和回正力矩。在给定的垂直载荷，外倾角和侧偏角下，这些参数将生成一系列公式，预测接地面中产生的力和力矩的大小。
帕塞卡轮胎模型广泛应用与专业车辆动力学仿真和赛车游戏中，因为它们足够精确，易于编程，并且易于求解。 帕塞卡模型的一个缺陷是当它嵌入计算程序时，它无法解决低速问题，因为分母中的一个速度项导致公式发散。帕塞卡模型的一个替代模型是刷子模型，这是一个可以通过解析方法推导而出的模型，但是要获得好的拟合效果，仍然需要经验曲线，并且它也没有魔术公式精确。
求解一个基于高频魔术公式曲线的模型也是一个问题，这取决与曲线的参数是如何计算的。 滑移速度（车辆速度和轮胎接地面速度的差）会发生快速变化，导致模型变成一个刚性方程，这个能会需要特殊的求解器。
魔术公式的一般形式是：
{\displaystyle R(k)=d\cdot \sin \left\{c\cdot \arctan \left[b\left(1-e\right)k+e\cdot \arctan \left(bk\right)\right]\right\}\,}
其中b, c, d ,e 是拟合常数，R是侧偏量k产生的力或力矩。